# Szura

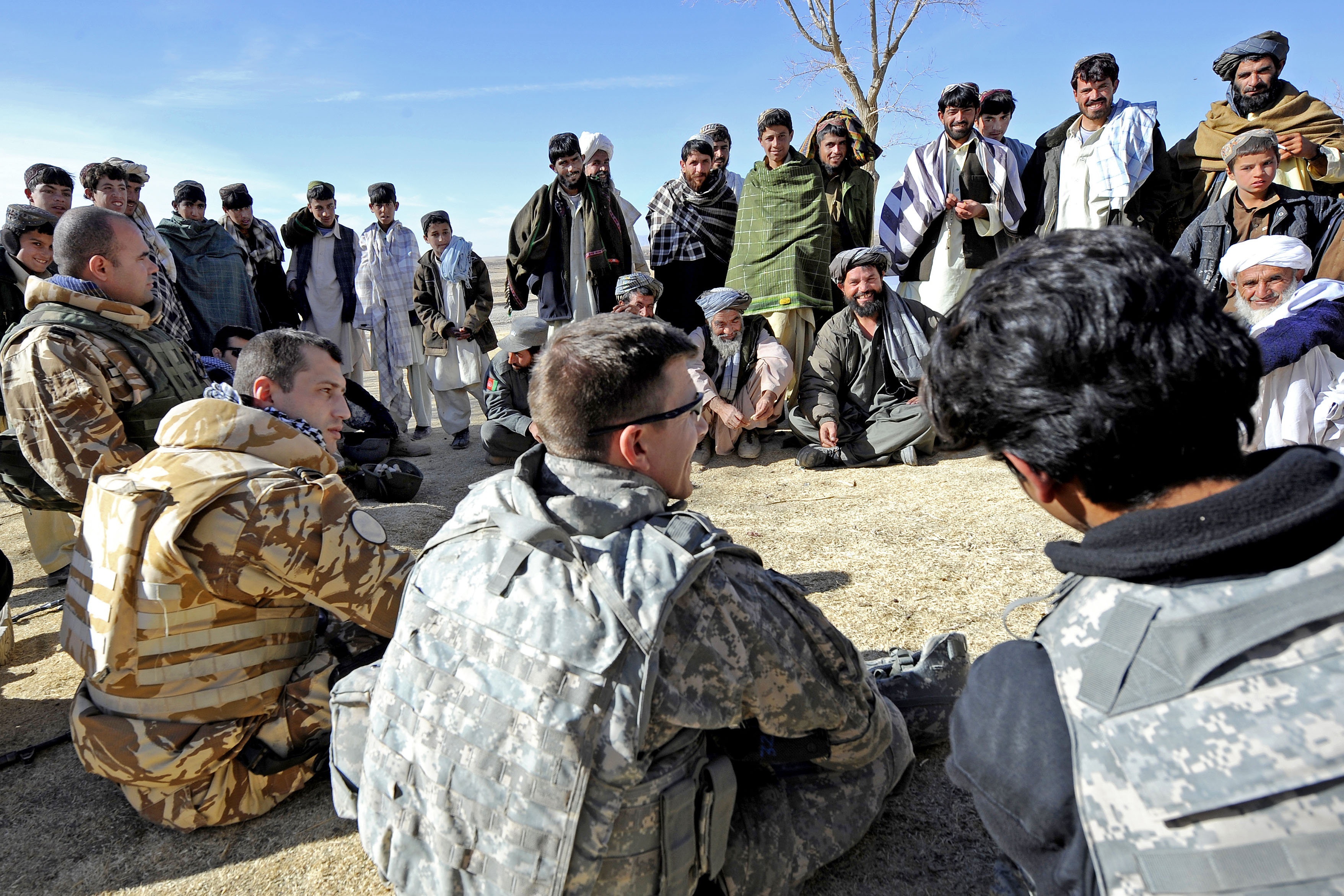
Szura w afgańskim mieście Chleqdad Khan z kapitanem Sił Powietrznych USA Ryanem Weldem i żołnierzami rumuńskimi (2010)

Szura, šūrā (arab. ‏‎ شُورَىٰ) – w prawie muzułmańskim rodzaj rady konsultacyjnej. W swoim założeniu funkcjonuje jako ciało będące zarodkiem demokracji opartej na wyborach.
Konieczność konsultacji w islamie wywodzi się z Koranu (3:159; 42:38) i miała zostać wprowadzona przez Mahometa. Zgodnie z Koranem, wspólne praktykowanie religii jest bardziej wartościowe, niż praktyka indywidualna, a jedną z najbardziej wartościowych cech wspólnoty muzułmańskiej jest podejmowanie decyzji na podstawie wzajemnych konsultacji. Później ta tradycja była kontynuowana przez kalifów sprawiedliwych.
Współcześnie funkcjonuje między innymi Rada Konsultacyjna w Arabii Saudyjskiej i Rada Konsultacyjna w Omanie. W niektórych krajach terminem tym określa się parlament, na przykład w Egipcie.